# Chlorméthine
La chlorméthine a été le premier agent alkylant à être utilisé en thérapeutique (1942). Cette moutarde azotée est historiquement utilisée en oncologie, mais aussi en dermatologie.

## Indications
- maladie de Hodgkin
- mycosis fongoïde (le Valchlor est disponible dans cette indication aux États-Unis, cette spécialité des laboratoires Actelion fait l'objet d'autorisation temporaire d'utilisation en France[5])
- psoriasis